# Хасамба
Хасамба — серия книг для детей израильского писателя Игаля Моссинзона. Книги серии начали публиковаться в 1950 (первый том из написанных в итоге сорока пяти) и приобрели огромную популярность у читателей, в Израиле было продано более миллиона копий. Хасамба стала частью культуры страны.

## Сюжет
Книги повествуют о вымышленной группе детей из Тель-Авива под названием Хасамба (ивритский акроним, в примерном переводе — Абсолютно Очень Секретная Группа), которая помогает подпольной организации Хагана, а затем ЦАХАЛу и службам безопасности бороться с внешними и внутренними врагами Израиля.

## Протагонисты
Характеры главных героев основаны на детях из кибуца Наан, где в 1938—1950 годах жил автор серии. Всем детям киббуца произведения и посвящены. Лидер Хасамбы Ярон Захави вдохновлен личностью израильского журналиста Ярона Лондона. Другие персонажи — Тамар, Толстый Эхуд, Худой Узи, Менаше-йеменец и прочие.

## Антагонисты
Среди врагов главных героев — британский детектив-антисемит Джек Смит, опасный вор Элимелех Зуркин, нацист-диверсант наемник Фон-Билов.